# Aplastodiscus albofrenatus
Aplastodiscus albofrenatus är en groddjursart som först beskrevs av Lutz 1924.  Aplastodiscus albofrenatus ingår i släktet Aplastodiscus och familjen lövgrodor. IUCN kategoriserar arten globalt som livskraftig. Inga underarter finns listade i Catalogue of Life.